# Getmans rike
Getmans rike är ett naturreservat i Linköpings kommun i Östergötlands län.
Området är naturskyddat sedan 2014 och är 25 hektar stort. Reservatet omfattar mindre myrar och äldre barrnaturskog.